# Золотая медаль РАН за выдающиеся достижения в области пропаганды научных знаний
Золотая медаль за выдающиеся достижения в области пропаганды научных знаний — медаль, присуждаемая с 2012 года Российской академией наук за выдающиеся достижения в области пропаганды научных знаний.

## Список награждённых
- 2012 — Сергей Петрович Капица — за серию научно-просветительских программ «Очевидное — невероятное» и цикл научно-популярных публикаций по проблемам взаимодействия науки и общества
- 2017 — Николай Николаевич Андреев, Николай Петрович Долбилин, Павел Александрович Кожевников, Сергей Петрович Коновалов и Никита Михайлович Панюнин[1][2] — за серию проектов, включающую сайты «Математические этюды», «Механизмы П.Л. Чебышева», создание архивов книгоиздательства «Mathesis» и журнала «Вестник опытной физики и элементарной математики», создание популяризующих математику приложений, книгу «Математическая составляющая»
- 2022 — академик РАН Евгений Борисович Александров — за многолетнюю работу по противодействию лженаучной деятельности и лженаучным воззрениям, за отстаивание ценности научного знания и беспристрастной научной экспертизы[3]

## Список номинантов
- 2017 — Татьяна Владимировна Черниговская